# ملزونغن
ملزونغن (بالألمانية: Melsungen) هي بلدة، Luftkurort، مدينة وبلدة ألمانية تقع في ألمانيا في Schwalm-Eder-Kreis. يقدر عدد سكانها بـ 13,839 نسمة .

## المدن التوأمة
مدن باد ليبنشتاين، تودي ودرو هي مدن توأمة لـملزونغن.